# جيف باورز
جيف باورز (بالإنجليزية: Jeff Powers)‏ هو لاعب كرة الماء أمريكي، ولد في 21 يناير 1980 في تشاتانوغا في الولايات المتحدة.

## وصلات خارجية
- جيف باورز على موقع الاتحاد المجري لكرة الماء (الهنغارية)
- جيف باورز على موقع قاعة مشاهير السباحة الأمريكية (الإنجليزية)
- جيف باورز على موقع اللجنة الأولمبية الدولية (الإنجليزية)
- جيف باورز على موقع أوليمبيديا (الإنجليزية)
- جيف باورز على موقع اللجنة الأولمبية والبارالمبية الأمريكية (الإنجليزية)